# Колеяж (Струже)
«Колеяж Струже» (пол. Kolejarz Stróże) — професіональний польський футбольний клуб із села Струже в Малопольському воєводстві.

## Історія
Колишні назви:
- 2.08.1949: ТКС Колеяж (пол. TKS [Terenowe Koło Sportowe] Kolejarz)
- 1970: ККС Колеяж Струже (пол. KKS [Kolejowy Klub Sportowy] Kolejarz Stróże)
- 1999: КС Колеяж Струже (пол. KS [Klub Sportowy] Kolejarz Stróże)
- 2005: КС Колеяж Струже ССА (пол. KS Kolejarz Stróże SSA [Sportowa Spółka Akcyjna])
- 2006: КС Колеяж Струже (пол. KS Kolejarz Stróże)

2 серпня 1949 року був організований футбольний клуб, який отримав назву «ТКС Колеяж» і представляв село Струже. Команда проводила матчі з локальними суперниками. У 1970 році клуб змінив назву на «ККС Колеяж Струже», а у 1999 на «КС Колеяж Струже». На початку XXI століття команда виступала в окружній лізі. У 2003 році здобула путівку до IV ліги, а у 2005 до III ліги. У 2008 у результаті реформи системи футбольних ліг команда залишилась у третій за рівнем лізі, яка стала називатися II ліга. У 2010 році зайняла друге місце у східній групі II ліги і дебютувала в І лізі.

## Титули та досягнення
- Чемпіонат Польщі (І ліга):
  - 14 місце (1): 2011
- Кубок Польщі:
  - І раунд (1/32 фіналу) (1): 2012